# Serhij Kyslycja
Serhij Olehovyč Kyslycja (ukrajinsky Сергій Олегович Кислиця; * 15. srpna 1969 Kyjev, Ukrajinská SSR, Sovětský svaz) je ukrajinský kariérní diplomat. V letech 2014–2019 působil jako náměstek Ministra zahraničí Ukrajiny. Od 20. února 2020 je stálým velvyslancem Ukrajiny při OSN.
Kyslycja vystudoval fakultu mezinárodního práva Ústavu mezinárodních vztahů Kyjevské univerzity. Poté působil na různých postech Ministerstva zahraničních věcí Ukrajiny a velvyslanectví Ukrajiny v USA. Dne 19. prosince 2019 byl jmenován stálým zástupcem Ukrajiny při OSN. V únoru 2020 pak předal své pověřovací listiny generálnímu tajemníkovi OSN Antóniu Guterresovi. Hovoří plynně ukrajinsky, rusky, anglicky, španělsky a francouzsky.